# 교동초등학교 (부산)

## 학교 연혁
- 1986년 1월 29일: 개교

## 참고 자료
- 교동초등학교 - 한국교육학술정보원 학교알리미